# Étienne Didot
Étienne Didot (Paimpol, 24 luglio 1983) è un ex calciatore francese, di ruolo centrocampista.

## Carriera
Ha giocato nella prima divisione francese con Rennes e Tolosa e nella seconda divisione francese con il Guingamp.